# Pepsini
Tribu
Les Pepsini sont une tribu d'insectes hyménoptères, de la famille des Pompilidae (guêpes chasseuses d'araignées).

## Présentation

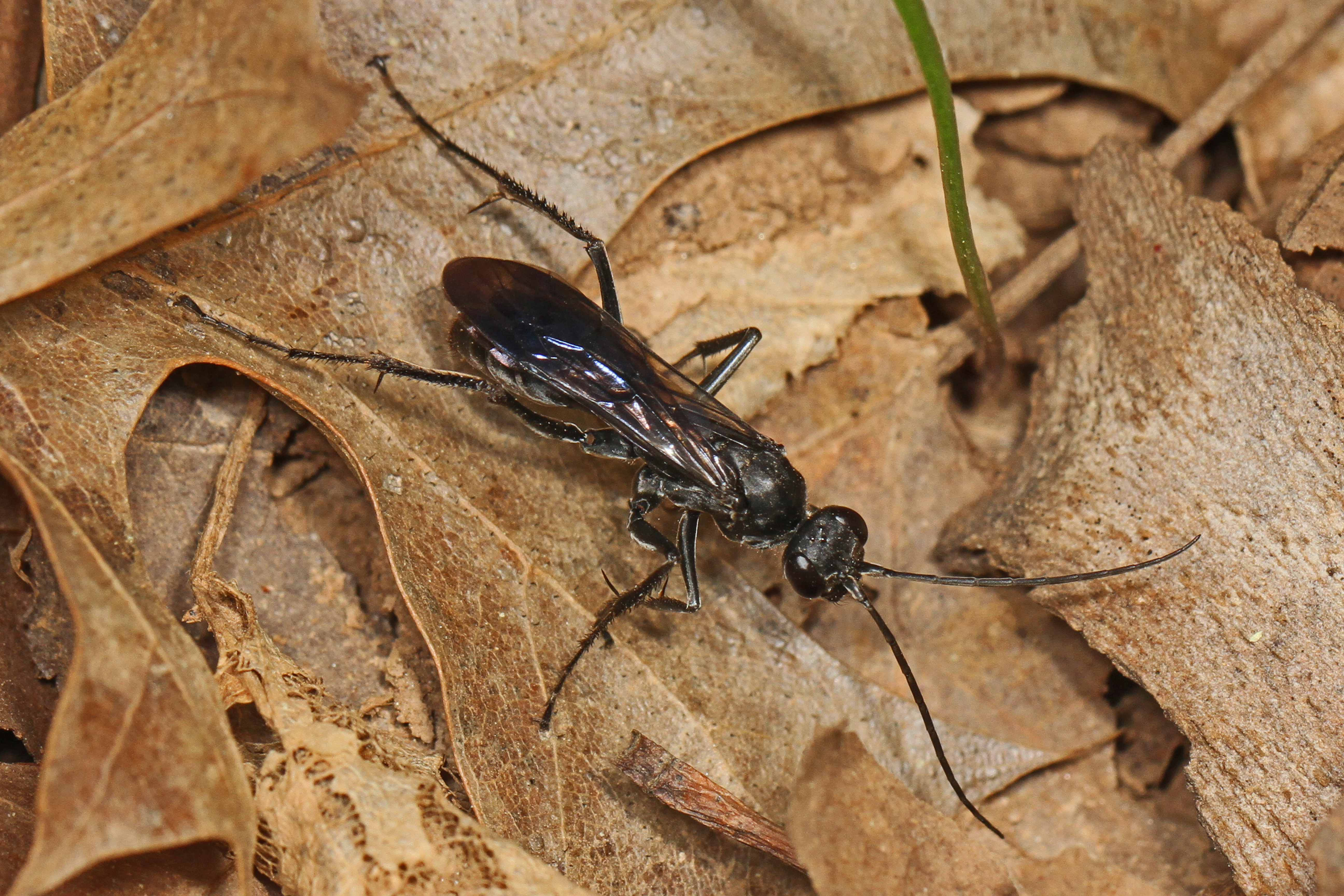
Priocnemis minorata

Il y a environ onze genres et au moins quarante espèces dans la tribu des Pepsini,.

## Genres
- Caliadurgus Pate, 1946 c g b
- Calopompilus Ashmead, 1900 c g b
- Cryptocheilus Panzer, 1806 c g b
- Dipogon Fox, 1897 c g b
- Entypus Dahlbom, 1843 c g b
- Epipompilus Kohl, 1884 c g b
- Hemipepsis Dahlbom, 1844 c g b (tarantula hawks)
- Minagenia Banks, 1934 c g b
- Pepsis Fabricius, 1805 c g b (tarantula hawks)
- Priocnemis Schiodte, 1837 g b
- Priocnessus Banks, 1925 c g b

Data sources: i = ITIS, c = Catalogue of Life, g = GBIF, b = Bugguide.net

## Genres fossiles
- †Paleogenia Waichert and Pitts 2016[6]
- †Pepsinites Rodriguez and Waichert 2017

### Ouvrages ou articles
- Ross H. Jr. Arnett, American Insects: A Handbook of the Insects of America North of Mexico, CRC Press, 2000, 2nd éd. (ISBN 0-8493-0212-9, lire en ligne)
- C. Majka, « Thomas L. Casey and Rhode Island », ZooKeys, vol. 22,‎ 2009 (DOI 10.3897/zookeys.22.93 )